# Liste des sommets d'Andorre
Cet article présente une liste des sommets d'Andorre et regroupe d'une part les sommets les plus élevés — c'est-à-dire ceux dépassant 2 800 mètres d'altitude — et d'autre part les « principaux » sommets de plus de 2 500 mètres tels que reconnus par l'Institut d'Estudis Andorrans.

## Généralités

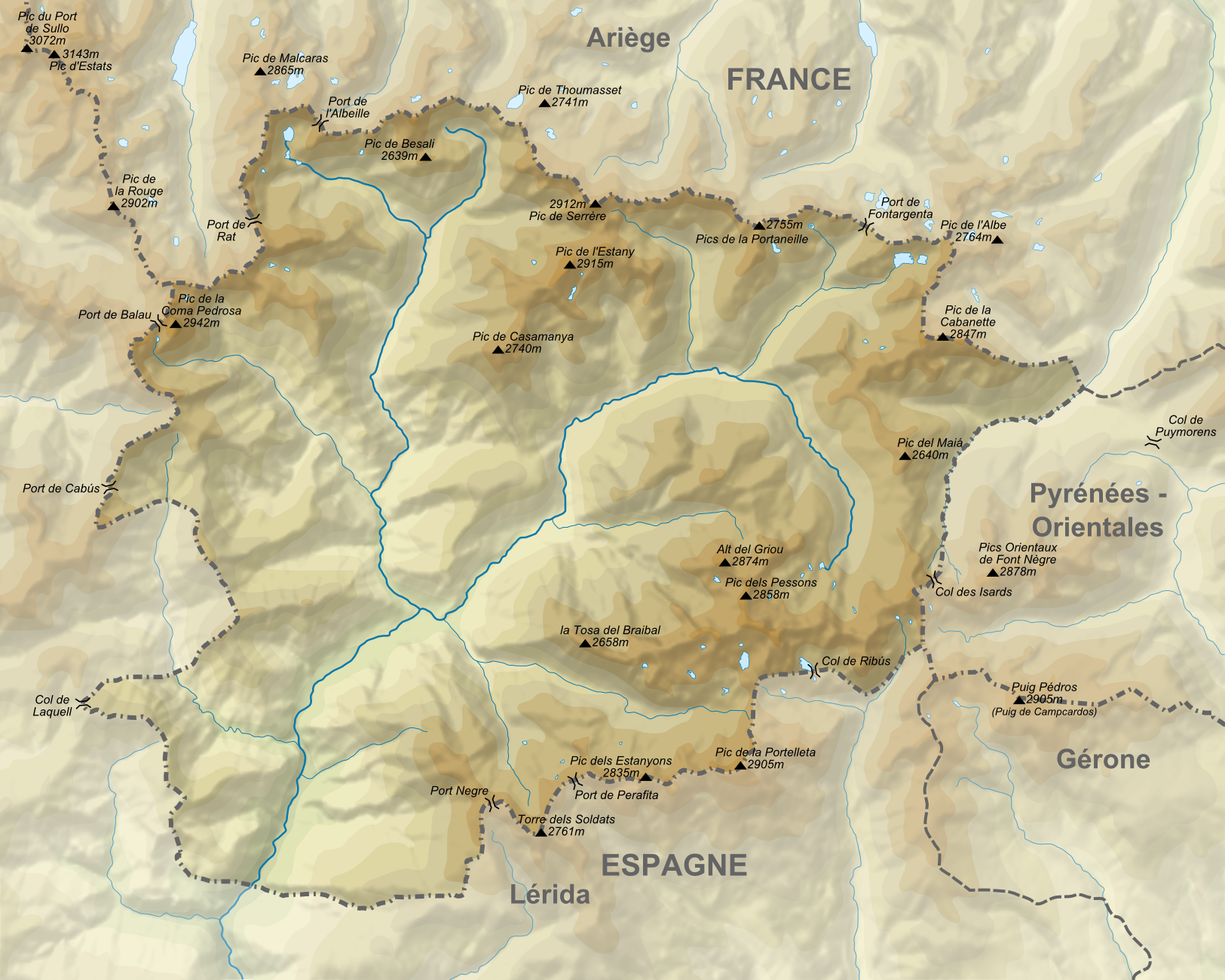
Carte topographique de l'Andorre

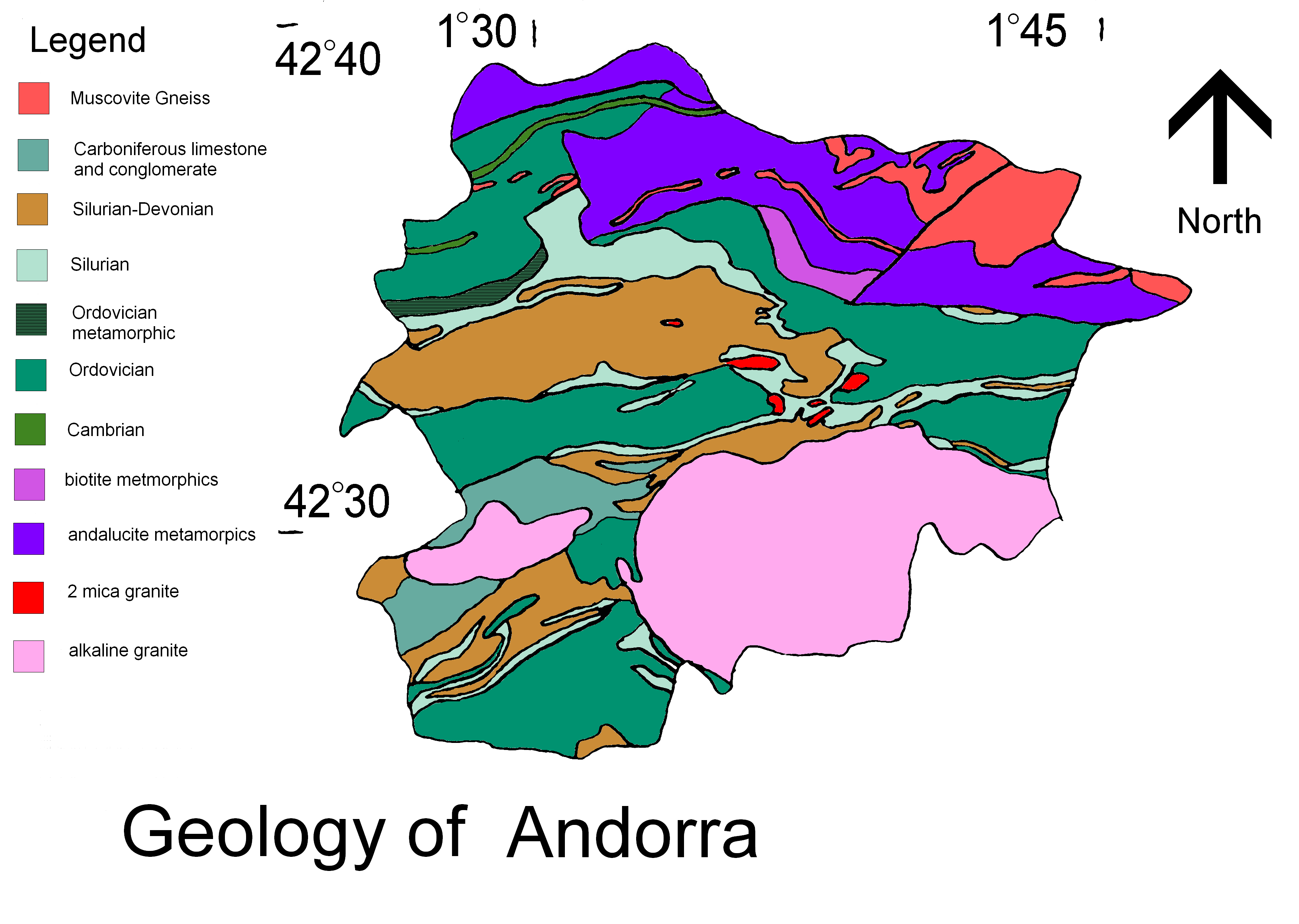
Carte géologique de l'Andorre

Andorre est un pays principalement montagneux situé sur le versant méridional des Pyrénées reconnu comme le plus haut d'Europe avec une altitude moyenne de 1 996 mètres,. Ce caractère montagneux a été longtemps une source d'isolement pour le pays mais est aujourd'hui un atout touristique permettant notamment la pratique des sports d'hiver (Vallnord, Grandvalira, La Rabassa) et de la randonnée.
Du point de vue analytique, trois étroites et profondes vallées en forme de « Y » se dessinent entre les montagnes et correspondent aux bras de la Valira, principal cours d'eau du pays. Les sommets les plus élevés sont situés au Nord et à l'Est du pays et marquent souvent la frontière naturelle entre l'Andorre et ses deux voisins, la France et l'Espagne. Le pic de Coma Pedrosa est le point culminant du pays avec une altitude de 2 943 m,. Six autres sommets dépassent également les 2 900 m.
L'orogenèse en Andorre s'est déroulée il y a 40 millions d'années à la suite de la collision entre la plaque ibérique et la plaque eurasiatique. Le pays fait partie de la zone axiale des Pyrénées centrales, intensément plissée lors de cette collision. Ce plissement a fait remonter à la surface de multiples types de roches ce qui explique l'aspect différent des sommets de la principauté selon leur localisation. Ainsi le sud-est du pays est constitué d'un vaste batholite granitique, tandis que le massif de Casamanya est lui de nature calcaire,. Le nord-est du pays, près de la frontière française est composé de gneiss, ce qui donne un aspect plus découpé au relief. Enfin le nord-ouest et l'ouest de l'Andorre présentent un mélange complexe de roches métamorphiques (schiste et ardoise).

## Sommets de plus de2 900m
Ce tableau présente les sept sommets culminant à plus de 2 900 m situés sur le territoire andorran,,.
| Nom                  | Coordonnées                 | Paroisse           | Altitude (m) | Image |
| -------------------- | --------------------------- | ------------------ | ------------ | ----- |
| Pic de Coma Pedrosa  | 42° 35′ 30″ N, 1° 26′ 39″ E | La Massana         | 2 943        |       |
| Roca Entravessada    | 42° 35′ 54″ N, 1° 26′ 34″ E | La Massana         | 2 928        |       |
| Pic de l'Estanyó     | 42° 36′ 31″ N, 1° 35′ 35″ E | Canillo, Ordino    | 2 915        |       |
| Pic de Médécourbe    | 42° 36′ 13″ N, 1° 26′ 33″ E | La Massana         | 2 913        |       |
| Pic de Serrère       | 42° 37′ 31″ N, 1° 36′ 13″ E | Canillo, Ordino    | 2 913        |       |
| Pic de la Portelleta | 42° 28′ 05″ N, 1° 39′ 25″ E | Escaldes-Engordany | 2 905        |       |
| Pic de Font Blanca   | 42° 38′ 58″ N, 1° 32′ 06″ E | Ordino             | 2 903        |       |

## Sommets de plus de2 800m
Ce tableau présente les sommets d'Andorre culminant à plus de 2 800 m,,,.
| Nom                      | Coordonnées                 | Paroisse           | Altitude (m) | Image |
| ------------------------ | --------------------------- | ------------------ | ------------ | ----- |
| Pic de Sanfonts          | 42° 35′ 15″ N, 1° 25′ 43″ E | La Massana         | 2 889        |       |
| Pic de Baiau             | 42° 35′ 40″ N, 1° 26′ 25″ E | La Massana         | 2 885        |       |
| Pic de Tristagne         | 42° 39′ 11″ N, 1° 29′ 34″ E | Ordino             | 2 878        |       |
| Alt del Griu             | 42° 31′ 30″ N, 1° 39′ 06″ E | Encamp             | 2 874        |       |
| Pic de Setut             | 42° 28′ 07″ N, 1° 38′ 48″ E | Escaldes-Engordany | 2 868        |       |
| Pic de la Cabaneta       | 42° 36′ 48″ N, 1° 36′ 28″ E | Canillo - Ordino   | 2 864        |       |
| Agulla de Baiau          | 42° 35′ 24″ N, 1° 26′ 03″ E | La Massana         | 2 860        |       |
| Pic del Pla de l'Estany  | 42° 36′ 24″ N, 1° 27′ 53″ E | La Massana         | 2 859        |       |
| Pic dels Pessons         | 42° 30′ 29″ N, 1° 39′ 55″ E | Encamp             | 2 857        |       |
| Pic de la Coma de Senyac | 42° 37′ 42″ N, 1° 36′ 36″ E | Canillo            | 2 856        |       |
| Tosseta de Vallcivera    | 42° 28′ 29″ N, 1° 39′ 47″ E | Escaldes-Engordany | 2 848        |       |
| Pic de Racofred          | 42° 36′ 09″ N, 1° 27′ 08″ E | La Massana         | 2 837        |       |
| Pic dels Estanyons       | 42° 27′ 55″ N, 1° 37′ 16″ E | Escaldes-Engordany | 2 836        |       |
| Pic Alt del Cubil        | 42° 31′ 10″ N, 1° 40′ 15″ E | Encamp             | 2 833        |       |
| Pic Negre d'Envalira     | 42° 31′ 06″ N, 1° 43′ 23″ E | Encamp             | 2 822        |       |
| Pic de la Cabaneta       | 42° 35′ 18″ N, 1° 44′ 03″ E | Canillo            | 2 817        |       |
| Pic des Langounelles     | 42° 36′ 44″ N, 1° 28′ 29″ E | Ordino             | 2 816        |       |
| Pic d'Envalira           | 42° 31′ 02″ N, 1° 43′ 19″ E | Encamp             | 2 815        |       |
| Pic del Roc Meler        | 42° 35′ 16″ N, 1° 44′ 26″ E | Canillo            | 2 811        |       |
| Pic de Coma Extrema      | 42° 28′ 05″ N, 1° 38′ 12″ E | Escaldes-Engordany | 2 808        |       |
| Pic de Cataperdís        | 42° 36′ 52″ N, 1° 28′ 40″ E | Ordino             | 2 805        |       |

## Autres sommets
Ce tableau présente les sommets importants dépassant les 2 500 m,,,.
| Nom                       | Coordonnées                 | Paroisse                                 | Altitude (m) | Image |
| ------------------------- | --------------------------- | ---------------------------------------- | ------------ | ----- |
| Pic de les Planes         | 42° 38′ 42″ N, 1° 30′ 26″ E | Ordino                                   | 2 788        |       |
| Pic de Montmalús          | 42° 30′ 32″ N, 1° 41′ 13″ E | Encamp                                   | 2 781        |       |
| Pic d'Escobes             | 42° 36′ 33″ N, 1° 44′ 10″ E | Canillo                                  | 2 779        |       |
| Pic d'Arcalís             | 42° 36′ 57″ N, 1° 29′ 29″ E | Ordino                                   | 2 776        |       |
| Pic de Mil Menut          | 42° 37′ 47″ N, 1° 38′ 11″ E | Canillo                                  | 2 773        |       |
| Pic de l'Arbella          | 42° 38′ 44″ N, 1° 30′ 09″ E | Ordino                                   | 2 763        |       |
| Monturull                 | 42° 27′ 00″ N, 1° 34′ 54″ E | Escaldes-Engordany                       | 2 761        |       |
| Pic de Monturull          | 42° 27′ 33″ N, 1° 35′ 09″ E | Escaldes-Engordany                       | 2 754        |       |
| Pic de Casamanya (Nord)   | 42° 35′ 14″ N, 1° 34′ 15″ E | Canillo - Ordino                         | 2 750        |       |
| Pic del Sirvent           | 42° 27′ 56″ N, 1° 36′ 15″ E | Escaldes-Engordany                       | 2 750        |       |
| Pic de les Fonts          | 42° 36′ 04″ N, 1° 28′ 43″ E | La Massana - Ordino                      | 2 749        |       |
| Pic de Ransol             | 42° 37′ 34″ N, 1° 39′ 14″ E | Canillo                                  | 2 734        |       |
| Pic de Cabanyó            | 42° 37′ 51″ N, 1° 28′ 07″ E | Ordino                                   | 2 732        |       |
| Pic d'Enrodat             | 42° 37′ 29″ N, 1° 40′ 56″ E | Canillo                                  | 2 730        |       |
| Pic dels Llacs            | 42° 32′ 07″ N, 1° 24′ 51″ E | La Massana                               | 2 692        |       |
| Pic de la Pala Alta       | 42° 36′ 27″ N, 1° 37′ 31″ E | Canillo                                  | 2 685        |       |
| Pic des Fangasses         | 42° 38′ 43″ N, 1° 31′ 09″ E | Ordino                                   | 2 682        |       |
| Pic de Creussans          | 42° 38′ 07″ N, 1° 28′ 14″ E | Ordino                                   | 2 682        |       |
| Tossa del Braibal         | 42° 30′ 08″ N, 1° 35′ 58″ E | Encamp - Escaldes-Engordany              | 2 657        |       |
| Pic del Port Vell         | 42° 34′ 18″ N, 1° 26′ 38″ E | La Massana                               | 2 653        |       |
| Pic Negre de Claror       | 42° 27′ 31″ N, 1° 33′ 42″ E | Escaldes-Engordany - Sant Julià de Lòria | 2 644        |       |
| Pic de Besalí             | 42° 38′ 18″ N, 1° 32′ 18″ E | Ordino                                   | 2 639        |       |
| Pic de Siscaró            | 42° 36′ 02″ N, 1° 43′ 35″ E | Canillo                                  | 2 636        |       |
| Turó del Estany Blau      | 42° 29′ 34″ N, 1° 37′ 26″ E | Encamp                                   | 2 636        |       |
| Pic del Port de Siguer    | 42° 38′ 52″ N, 1° 34′ 31″ E | Ordino                                   | 2 636        |       |
| Pic del Maia              | 42° 33′ 14″ N, 1° 43′ 11″ E | Encamp                                   | 2 616        |       |
| Pic del Port Negre        | 42° 34′ 03″ N, 1° 26′ 41″ E | La Massana                               | 2 569        |       |
| Pic del Pla de l'Ingla    | 42° 29′ 17″ N, 1° 37′ 57″ E | Escaldes-Engordany                       | 2 568        |       |
| Pic de l'Hortell          | 42° 37′ 09″ N, 1° 30′ 35″ E | Ordino                                   | 2 562        |       |
| Pic dels Aspres           | 42° 34′ 26″ N, 1° 27′ 11″ E | La Massana                               | 2 562        |       |
| Tosa de la Llosada        | 42° 32′ 54″ N, 1° 38′ 47″ E | Canillo - Encamp                         | 2 560        |       |
| Pic de la Torradella      | 42° 35′ 38″ N, 1° 37′ 30″ E | Canillo                                  | 2 546        |       |
| Pic de la Maiana          | 42° 28′ 55″ N, 1° 36′ 03″ E | Escaldes-Engordany                       | 2 546        |       |
| Cap de la Coma dels Llops | 42° 30′ 23″ N, 1° 36′ 52″ E | Encamp                                   | 2 532        |       |